# 리창대
리창대(?~ )는 조선민주주의인민공화국의 군인 겸 정치인이다. 조선인민군 상장 겸 당중앙위원회 위원이다. 당 중앙정치국 후보위원 겸 국무위원회 위원이다. 현재 국가보위상이다.

## 경력
2022년 6월, 조선로동당 제8기 5차 전원회의 확대회의에서 중앙위원회 위원으로 보선되었고, 바로 정치국 후보위원에 선출되었다. 정경택 후임으로 국가보위상에 임명되었다.